# Gutkovaite-Mn
La gutkovaite-Mn è un minerale appartenente al gruppo omonimo.